# Фантони, Гвидо
 Гвидо Фантони (итал. Guido Fantoni; 4 февраля 1919, Болонья, Италия — 28 декабря 1974, Болонья, Италия) — итальянский борец греко-римского стиля, бронзовый призёр Олимпийских игр, бронзовый призёр чемпионата мира  

## Биография
Начал заниматься борьбой подростком, в 1940-е был среди лучших итальянских борцов-тяжеловесов. 
На Летних Олимпийских играх 1948 года в Лондоне боролся в тяжёлом весе (свыше 87 килограммов) По регламенту турнира борец получал в схватках штрафные баллы. Набравший 5 штрафных баллов спортсмен выбывал из турнира. Титул оспаривали 9 борцов.
После четвёртого круга остался в числе трёх борцов на третьем месте (проиграв Тору Нильссону в четвёртом круге). В финальной встрече боролся с Ахметом Киреччи, но на золотую медаль уже не мог рассчитывать — в случае своей чистой победы на первое место выходил Тор Нильссон, а Фантони был бы на втором. Любая другая победа Фантони не меняла его положения в таблице, однако в зависимости от счёта 3-0 или 2-1 на первое место выходил бы либо Нильссон, либо Киреччи соответственно. Но Киреччи снял вопросы, победив Фантони с счётом 3-0, и итальянец остался на третьем месте.  
| Выступление на Олимпийских играх 1948 года | Выступление на Олимпийских играх 1948 года | Выступление на Олимпийских играх 1948 года | Выступление на Олимпийских играх 1948 года | Выступление на Олимпийских играх 1948 года | Выступление на Олимпийских играх 1948 года | Выступление на Олимпийских играх 1948 года |
| Круг                                       | Соперник                                   | Страна                                     | Результат                                  | Баллы                                      | Всего баллов                               | Время схватки                              |
| ------------------------------------------ | ------------------------------------------ | ------------------------------------------ | ------------------------------------------ | ------------------------------------------ | ------------------------------------------ | ------------------------------------------ |
| 1                                          |                                            |                                            |                                            |                                            |                                            |                                            |
| 2                                          | Тайсто Кангасниеми                         | Финляндия                                  | Победа По очкам                            | 2-1 -1                                     | -1                                         |                                            |
| 3                                          | Йожеф Тараньи                              | Венгрия                                    | Победа Туше                                | 0                                          | -1                                         | 6:06                                       |
| 4                                          | Тор Нильссон                               | Швеция                                     | Поражение Туше                             | -3                                         | -4                                         | 13:12                                      |
| Финал                                      | Ахмет Киреччи                              | Турция                                     | Поражение По очкам                         | 0-3 -3                                     | -7                                         |                                            |

В 1951 году был чемпионом Средиземноморских игр. 
На Летних Олимпийских играх 1952 года в Хельсинки боролся в тяжёлом весе (свыше 87 килограммов). Регламент оставался прежним. Титул оспаривали 10 борцов.
Фантони, проиграв две встречи из трёх, из турнира выбыл. 
| Выступление на Олимпийских играх 1952 года | Выступление на Олимпийских играх 1952 года | Выступление на Олимпийских играх 1952 года | Выступление на Олимпийских играх 1952 года | Выступление на Олимпийских играх 1952 года | Выступление на Олимпийских играх 1952 года | Выступление на Олимпийских играх 1952 года |
| Круг                                       | Соперник                                   | Страна                                     | Результат                                  | Баллы                                      | Всего баллов                               | Время схватки                              |
| ------------------------------------------ | ------------------------------------------ | ------------------------------------------ | ------------------------------------------ | ------------------------------------------ | ------------------------------------------ | ------------------------------------------ |
| 1                                          | Бенгт Фальквист                            | Швеция                                     | Поражение Туше                             | -3                                         | -3                                         | 4:00                                       |
| 2                                          | Йозеф Ружичка                              | Финляндия                                  | Победа По очкам                            | 2-1 -1                                     | -4                                         |                                            |
| 3                                          | Йоханнес Коткас                            | Союз Советских Социалистических Республик  | Поражение Туше                             | -3                                         | -6                                         | 3:41                                       |

В 1953 году стал бронзовым призёром чемпионата мира. 
Умер в 1974 году